# Интервью с вампиром (сериал)
«Интервью с вампиром» (англ. Interview with the Vampire) — американский художественный сериал, экранизация одноимённого романа Энн Райс с Джейкобом Андерсоном и Сэмом Ридом в главных ролях. Премьерный показ первого сезона проходил со 2 октября по 13 ноября 2022 года, второго — с 12 мая по 30 июня 2024 года. Сериал продлён на третий сезон, сценарий которого будет основан на романе Райс «Вампир Лестат». Шоу получило высокие оценки критиков.

## Сюжет
Литературной основой сценария стал роман Энн Райс «Интервью с вампиром». Вампир по имени Луи де Пон Дю Лак даёт интервью журналисту Дэниелу Моллою. Его рассказ начинается с событий конца XVIII века, происходивших в Луизиане: Луи, владевший тогда несколькими борделями в Новом Орлеане, встречает вампира Лестата де Лионкура, который становится его другом, покровителем, а затем и любовником. Постепенно выясняется, что Лестат — психопат и деспот. Ещё один важный персонаж сериала — девочка-вампир Клодия, страдающая из-за того, что ей не суждено повзрослеть.
В отличие от романа и предыдущей его экранизации, Луи в сериале оказывается не богатым плантатором, а потомком чернокожих рабов. Это заставляет его чувствовать свою ущемлённость и толкает в объятия Лестата.

## В ролях
- Джейкоб Андерсон — Луи[1]
- Сэм Рид — Лестат[2]
- Бейли Басс — Клодия[3] (1 сезон)
- Делейни Хейлс — Клодия[4] (2 сезон)
- Ассад Заман — Рашид[5]
- Эрик Богосян — Дэниэл Моллой

## Создание и релиз
Проект был анонсирован в июне 2021 года, исполнительным продюсером и сценаристом сериала стал Ролин Джонс. Премьерный показ первого сезона, включающего восемь эпизодов, начался 2 октября 2022 года. В конце сентября 2022 года стало известно, что шоу продлено на второй сезон. Показ этого сезона начался 12 мая 2024 года. Месяцем позже шоу продлили на третий сезон, сценарий которого будет основан на романе Энн Райс «Вампир Лестат».
В России сервис «Амедиатека» вырезал из сериала несколько десятков сцен, которые касаются гомосексуальных отношений, а также изменил в переводе несколько фраз, связанных с президентом РФ Владимиром Путиным (в реплике «Я сказал редактору, что встречаюсь с самым опасным человеком в мире, дал ему два варианта, он ответил: „Безос или Путин“. Он думает, что я сейчас в Прасковеевке» Амедиатека заменила Путина на Илона Маска, а ставшую известной благодаря расследованию про дворец Путина Прасковеевку — на «какую-то глушь»). Из сериала была вырезана сцена, где ведущий новостей говорит, что «поддерживаемые Россией сепаратисты ведут партизанскую войну с 2014 года», и часть сцены, в которой главный герой произносит фразу «Советский союз сменил нацистов». Его фраза «Местные жители ушли, когда пришли русские» сменилась на «Местные жители ушли после прихода солдат».

## Список эпизодов

### Сезон 1 (2022)
| № общий | № в сезоне | Название | Режиссёр              | Автор сценария                   | Дата премьеры   |
| ------- | ---------- | --- | --------------------- | -------------------------------- | --------------- |
| 1       | 1          | «В муках нарастающего удивления...» «In Throes of Increasing Wonder...»                                                  | Алан Тейлор           | Ролин Джонс                      | 2 октября 2022  |
| 2       | 2          | «...Вслед за фантомами своего прежнего я» «...After the Phantoms of Your Former Self»                                    | Алан Тейлор           | Джонатан Сенисероз и Дейв Харрис | 9 октября 2022  |
| 3       | 3          | «Неужели вся моя суть от самого дьявола» «Is My Very Nature That of the Devil»                                           | Кит Пауэлл            | Ролин Джонс и Ханна Москович     | 16 октября 2022 |
| 4       | 4          | «...Детская требовательность и безжалостная жажда крови» «...The Ruthless Pursuit of Blood with All a Child's Demanding» | Кит Пауэлл            | Элеанор Берджесс                 | 23 октября 2022 |
| 5       | 5          | «Мерзкий голод по твоему бьющемуся сердцу» «A Vile Hunger for Your Hammering Heart»                                      | Леван Акин            | Ханна Москович                   | 30 октября 2022 |
| 6       | 6          | «Словно ангелы, отправленные Богом в ад» «Like Angels Put in Hell by God»                                                | Леван Акин            | Колин Эберт                      | 6 ноября 2022   |
| 7       | 7          | «Существо лежало неподвижно» «The Thing Lay Still»                                                                       | Алексис О. Коричински | Ролин Джонс и Бен Филипп         | 13 ноября 2022  |

### Сезон 2 (2024)
| № общий | № в сезоне | Название | Режиссёр   | Автор сценария                      | Дата премьеры |
| ------- | ---------- | --- | ---------- | ----------------------------------- | ------------- |
| 8       | 1          | «Что одна проклятая душа может сказать проклятым» «What Can the Damned Really Say to the Damned»                                | Крейг Зиск | Ханна Москович                      | 12 мая 2024   |
| 9       | 2          | «Знаешь,каково это, когда тебя любит смерть» «Do You Know What It Means to Be Loved by Death»                                   | Леван Акин | Джонатан Сенисероз и Шейн Мансон    | 19 мая 2024   |
| 10      | 3          | «Боли нет» «No Pain» | Леван Акин | Хизер Беллсон                       | 26 мая 2024   |
| 11      | 4          | «Я хочу только быть рядом с тобой» «I Want You More Than Anything in the World»                                                 | Леван Акин | Колин Эберт и А. Зелл Уильямс       | 2 июня 2024   |
| 12      | 5          | «Не бойся, включай запись» «Don't Be Afraid, Just Start the Tape»                                                               | Неизвестно | Джонатан Сенисероз и Ханна Москович | 9 июня 2024   |
| 13      | 6          | «Подобно свету, которым Бог создал мир еще до создания света» «Like the Light by Which God Made the World Before He Made Light» | Неизвестно | Шейн Мансон и Ханна Москович        | 16 июня 2024  |
| 14      | 7          | «Я не мог это предотвратить» «I Could Not Prevent It»                                                                           | Неизвестно | Кевин Ханна и Ролин Джонс           | 23 июня 2024  |
| 15      | 8          | «Вот и всё. Это конец» «And That's The End of It. There's Nothing Else»                                                         | Леван Акин | Неизвестно                          | 30 июня 2024  |

## Оценки
Обозреватель «Фильм.ру» Оля Смолина оценила «Интервью с вампиром» как «максимально интертекстуальный проект». По её мнению, благодаря изменениям в сюжете этот сериал превзошёл свой литературный первоисточник. Тимур Алиев («РБК») констатировал, что сериал совсем не связан с фильмом Нила Джордана: это две не зависящие друг от друга экранизации одного произведения. Первый сезон, по словам Алиева, «наполнен одновременно невиданной жестокостью и неподдельной страстью».
Для Елены Зархиной («Газета.ru») сериал — «более зрелая» адаптация романа, выводящая вампирскую сагу на новый уровень. Рецензент «Киноафиши» отметил, что шоу демонстрирует свежий взгляд на острые проблемы: здесь по-новому рассматривается расовый вопрос, главные герои оказываются любовниками, звучит тема ковида.